# شارل سينيوبوس
شارل سينيوبوس (بالفرنسية: Charles Seignobos)‏ (1854 - 1942 م) هو مؤرخ فرنسي. درس بجامعة باريس. ومن أشهر مؤلفاته: " تاريخ أوروبا الحديث والمعاصر "، طبع أكثر من مرة، وترجم لأكثر من لغة.